# Tino Paasche
Tino Paasche (29 agosto 1988) è un bobbista ed ex velocista tedesco.

## Biografia

### Gli inizi nell'atletica
Prima di dedicarsi al bob, Tino Paasche ha praticato l'atletica leggera nelle discipline veloci a livello nazionale; gareggiò infatti nella staffetta 4×100 ai campionati nazionali juniores del 2007 e nei 60 metri piani ai campionati tedeschi assoluti indoor del 2008.

### Il passaggio al bob
Compete professionalmente nel bob dal 2009 come frenatore per la squadra nazionale tedesca. Debuttò in Coppa Europa a novembre 2009 e nel circuito continentale europeo ha ottenuto in totale 10 vittorie in sei stagioni. Si distinse inoltre nelle categorie giovanili conquistando due medaglie ai campionati mondiali juniores, di cui una d'oro vinta a Winterberg 2014 nel bob a due con Nico Walther e una d'argento ottenuta a Park City 2011 nel bob a quattro.
Esordì in Coppa del Mondo nella stagione 2014/15, il 15 febbraio 2015 a Soči, terminando la gara di bob a quattro all'undicesimo posto.
Partecipò ai campionati mondiali di Innsbruck 2016, edizione in cui vinse la medaglia d'oro nella competizione a squadre partecipando nella frazione del bob a due maschile in coppia con Johannes Lochner.

## Palmarès

### Mondiali
- 1 medaglia:
  - 1 oro (gara a squadre a Innsbruck 2016).

### Mondiali juniores
- 2 medaglie:
  - 1 oro (bob a due a Winterberg 2014);
  - 1 argento (bob a quattro a Park City 2011).

### Circuiti minori

#### Coppa Europa
- 15 podi (7 nel bob a due, 8 nel bob a quattro):
  - 10 vittorie (4 nel bob a due, 6 nel bob a quattro);
  - 3 secondi posti (1 nel bob a due, 2 nel bob a quattro);
  - 2 terzi posti (nel bob a due).

#### Coppa Nordamericana
- 2 podi (nel bob a quattro):
  - 2 secondi posti.